# En bandeja de plata
The Fortune Cookie (en España, En bandeja de plata; en Hispanoamérica, Por dinero, casi todo) es una película de comedia estadounidense de 1966 dirigida por Billy Wilder, con Jack Lemmon y Walter Matthau como actores principales.

## Argumento
Harry Hinkle (Jack Lemmon) es un camarógrafo de la CBS que resulta herido durante la transmisión de un partido de fútbol americano cuando Luther "Boom Boom" Jackson (Ron Rich), un jugador de raza negra, choca con él durante el transcurso de una jugada en un partido de los Cleveland Browns celebrado en el Estadio de Cleveland. En el hospital Saint Mark le diagnostican lesiones de menor importancia, pero su cuñado, William H. "Whiplash Willie" Gingrich (Walter Matthau), un abogado buscapleitos, aprovecha un antiguo accidente que Harry sufrió de niño y que le produjo una lesión en la columna, convenciéndole para que simule una parálisis en su pierna izquierda y su mano derecha, de manera que pueda recibir una indemnización de la compañía de seguros. Harry acepta el plan de mala gana, en parte porque intenta recuperar el amor de su exmujer Sandy (Judi West), de la que sigue enamorado. La compañía de seguros, conocedora de la mala fama de Willie, sospecha que la parálisis es falsa, y su investigador principal, Chester Purkey (Cliff Osmond), comienza a jugar al gato y al ratón con Willie y con Harry, al que intentan pillar utilizando las extremidades ‘paralizadas’. Por otro lado, Boom Boom se siente responsable de la situación de Harry, y le visita repetidamente para ponerse a su disposición y reparar de alguna manera el daño causado. Harry, que ve cómo la situación comienza a afectar psicológicamente a Boom Boom, cuyo rendimiento en el campo baja llamativamente, se culpa por haber aceptado la trampa propuesta por su cuñado. Además, se siente enfermo por la codicia que muestra su exmujer cada vez que le visita, y cuando Purkey, incansable en su búsqueda por pillarle en un paso en falso, comienza a burlarse de Boom Boom y a proferir insultos racistas, Harry se levanta de la silla y le golpea. Un ayudante de Purkey está grabando la escena desde una ventana del edificio de enfrente y Harry, decidido a acabar de una vez por todas con la farsa, le aconseja sobre el tipo de objetivo a utilizar, ilumina la habitación para que la filmación sea impecable, y golpea de nuevo a Purkey, y a continuación comienza a realizar ejercicios gimnásticos para probar que se encuentra perfectamente y no sufre lesión alguna. Mientras Harry va a buscar a Boom Boom para contarle la verdad, Willie rompe el cheque de la indemnización recibida arguyendo su decepción ante la actuación de su cliente, de la que él no es responsable, y anuncia su intención de denunciar la violación de la privacidad de su cliente y los insultos contra el jugador.

## Elenco
- Jack Lemmon como Harold "Harry" Hinkle
- Walter Matthau como William H. "Whiplash Willie" Gingrich
- Ron Rich como Luther "Boom Boom" Jackson
- Judi West como Sandy Hinkle
- Cliff Osmond como Chester Purkey
- Lurene Tuttle como la madre de Harry Hinkle
- Harry Holcombe como O'Brien
- Les Tremayne como Thompson
- Lauren Gilbert como Kincaid
- Marge Redmond como Charlotte Gingrich
- Noam Pitlik como Max
- Keith Jackson como anunciador de fútbol[3]
- Harry Davis como el Dr. Krugman
- Ann Shoemaker como la Hermana Veronica
- Ned Glass como el Doctor Schindler
- Sig Ruman como el Profesor Winterhalter
- Archie Moore como el Sr. Jackson
- Howard McNear como el Sr. Cimoli
- William Christopher como el interno (credited as Bill Christopher)
- Dodie Heath como una monja